# طنز و کاریکاتور

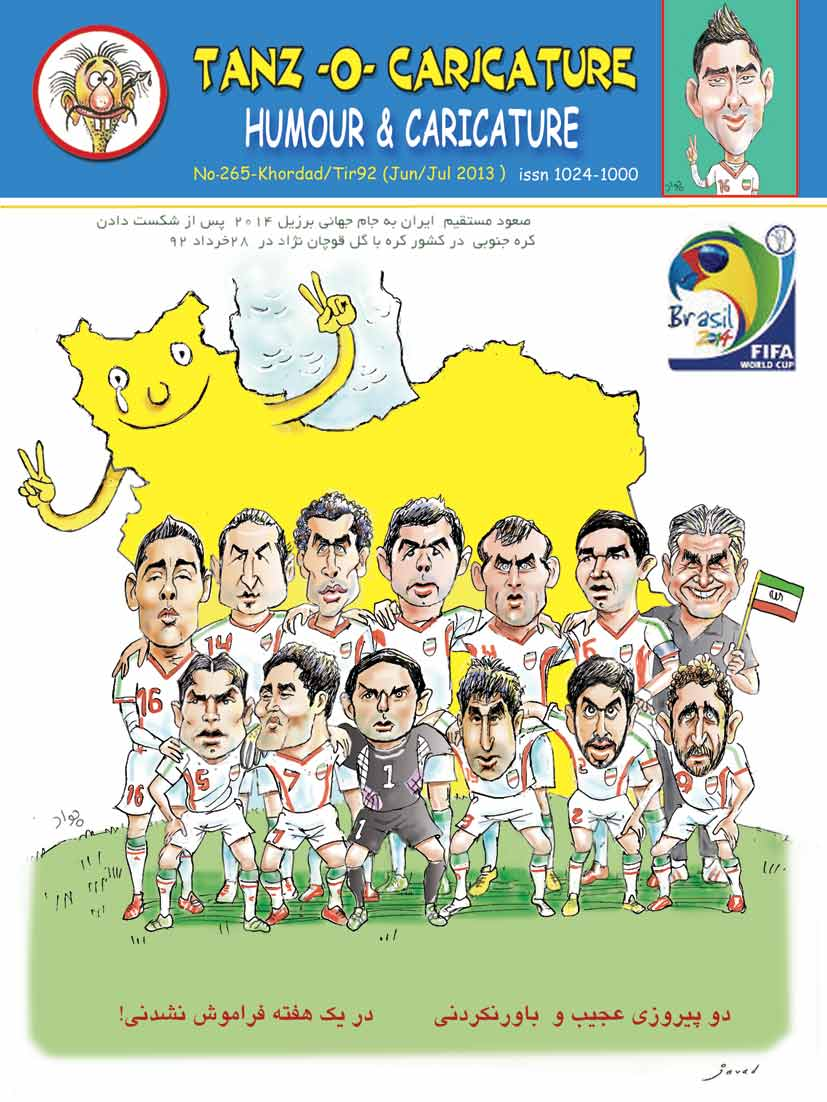
جلد ماهنامهٔ طنز و کاریکاتور - خرداد/ تیر ۱۳۹۲

ماهنامهٔ طنز و کاریکاتور از جمله مجلات و نشریات طنز ایران است که از آذرماه ۱۳۶۹ به‌طور منظم منتشر می‌شود. مدیرمسئول و سردبیر این مجله جواد علیزاده، کاریکاتوریست و کارتونیست پیشکسوت و بین‌المللی ایران است.
مجلهٔ طنز و کاریکاتور از معدود نشریاتی است که بدون درآمد از آگهی طی سه دهه انتشار مستمر خود تنها به اتکاء فروش نسخه‌های خود کسب درآمد کرده‌است.

## محتوا
طنز و کاریکاتور از آغاز بدون آگهی تبلیغاتی چاپ می‌شده‌است یا میزان این آگهی‌ها حداقل بوده‌است. به همین خاطر درآمد آن تنها از طریق فروش نشریه است. طنز و کاریکاتور بیش از این‌که نشریهٔ طنز باشد، نشریهٔ کاریکاتور است. با این وجود ستون‌های طنز خوبی نظیر ستون ابداعی طنز چهاربعدی (شوخی با فرضیهٔ نسبیت اینشتین و فرمول E=mc2) و ستون‌هایی چون: درک کاریکاتور، یادداشت‌های یومیه شوت‌السلطنه، بی‌معنی‌نویسی، حرف و کاریکاتور، حرف‌های بی‌حساب و چت‌روم‌های طنز سینمایی، ورزشی، فیزیکی و… نیز در این نشریه دیده می‌شود که مخاطبان خاص خود را دارند.
طنز و کاریکاتور همچنین مباحث ورزشی و به‌خصوص فوتبال را از نگاه طنز پوشش می‌دهد که این بیشتر به علاقهٔ شخصی جواد علیزاده بر می‌گردد.

## نمادها
طنز و کاریکاتور دارای دو نماد است:
1. نماد اول آن‌که بر روی جلد آن در کنار نوشته طنز و کاریکاتور می‌آید خورشیدی (و یا دایره‌ای) است که با یک قلم لبی خندان را برای خودش کشیده‌است.
2. نماد دوم این مجله شخصیتی است به‌نام مفسر شوت که در کاریکاتورها و طنزها استفاده می‌شود. مفسر شوت فردی است که دارای خصوصیات متفاوتی است. به‌طور مثال اون لباسی بر تن دارد که نیم آن سرخ و نیم آن آبی است تا مشخص نباشد که طرفدار تیم استقلال است یا پرسپولیس. گفته می‌شود جواد علیزاده یک بار گفته بوده شباهت‌هایی بین او و مفسر شوت وجود دارد. در بسیاری از کارتون‌های مجله مفسر شوت به عنوان عضوی از مجله ظاهر می‌شود. نقش مفسر شوت را می‌توان مشابه شاغلام در مجلهٔ گل آقا دانست.

## طنزپردازان و کاریکاتوریست‌ها
افرادی که تا کنون با این نشریه همکاری داشته‌اند عبارت‌اند از:
- طنزپردازان: سحر اشرافی، پونه بریرانی، زهرا جمالی، خانم نقاش، فریده نیک‌نژاد، شهرزاد همامی، حجت فرهادیان، مازیار نصرتی، فرشاد روشن‌ضمیر، فرزان انگار، علی رئیسی، سهیل بالینی، ناصر زارعی، روح‌الله زمزمه، حمید شاد، سوشیانس شجاعی‌فرد، هومن شهبندی، سید مهدی عسکری، عباس قاضی میرسعید، مهدی کاظمی، کورش کهبازی، مسعود دانش‌منش و علیرضا سلیمی
- کاریکاتوریست‌ها: مرضیه الهی‌نیا، مجاهده پورشمسیان، ساره عبداللهی، آیدا علیزاده، آرام گل‌سخن، عاطفه مدنی، میترا مشیری، بهار موحد بشیری، طراوت نیکی، بهمن عبدی، جواد علیزاده، علی درخشی، علی میرایی، اردشیر رستمی، بهمن رضایی، علی افسرمنش، شهاب امینی، علیرضا حسامی، امید خورسند، داریوش رمضانی، کیانوش رمضانی، علی رونقیان، کیارش زندی، محمود سلمانی، شهاب شمشیرساز، محسن ظریفیان، آریا علیزاده، پیمان علیشاهی، حسام فطرتی، مسعود فقیر، محمدرضا قربانیان، حسین کاظم، علیرضا کریمی مقدم، مهدی محمدی فرد، داریوش مهردلان، وحید نیک‌گو، عباس ناصری، محمدرضا والی، هومن هادی‌زاده و فرهاد یوسفی